# Contea di Teton (Montana)
La contea di Teton (in inglese Teton County) è una contea del Montana, negli Stati Uniti. Il suo capoluogo amministrativo è Choteau.

## Storia
La contea fu creata il 7 febbraio 1893 da una parte della contea di Chouteau. Prende il suo nome dall'omonimo fiume che attraversa la contea.

## Geografia fisica
La contea di Teton ha un'area di 5.939 km² di cui lo 0,87% è coperto d'acqua. Confina con le seguenti contee:
- Contea di Pondera - nord
- Contea di Chouteau - est
- Contea di Cascade - sud
- Contea di Lewis and Clark - sud
- Contea di Flathead - ovest

### Evoluzione demografica

Situazione demografica

## Città principali
- Choteau (capoluogo)

### Town
- Dutton
- Fairfield

### Census-designated place
- Power
- Bynum

### Aree non incorporate
- Pendroy

## Strade principali
- U.S. Route 89
- U.S. Route 287